# Jonas Urbig
Pour les articles homonymes, voir Urbig.
Jonas Urbig, né le 8 août 2003 à Euskirchen en Allemagne, est un footballeur allemand qui évolue au poste de gardien de but au Bayern Munich.

## Biographie

### En club
Né à Euskirchen en Allemagne, Jonas Urbig est formé par le FC Cologne.
Le 6 janvier 2023, Urbig est prêté jusqu'à la fin de la saison par le FC Cologne au Jahn Ratisbonne.
C'est avec ce club qu'il joue son premier match en professionnel, le 28 janvier 2023, lors d'une rencontre de championnat contre le SV Darmstadt 98. Il est titularisé lors de ce match perdu par sn équipe (2-0 score final). Il s'impose comme un titulaire dans les cages de Jahn Ratisbonne mais ne peut empêcher la descente de son équipe en troisième division à l'issue de cette saison 2022-2023.
Le 5 juillet 2023, Jonas Urbig prolonge son contrat avec Cologne jusqu'en juin 2026 avant d'être prêté au Greuther Fürth.
Le 27 janvier 2025, Jonas Urbig rejoint le Bayern Munich. Il signe un contrat courant jusqu'en juin 2029.
Il est sacré Champion d'Allemagne pour sa participation à la saison 2024-2025, le Bayern Munich remportant le 34e titre de son histoire.

### En sélection
Jonas Urbig représente l'équipe d'Allemagne des moins de 19 ans. Il joue un total de neuf matchs avec cette sélection entre 2021 et 2022.
Le 8 septembre 2023, Jonas Urbig joue son premier match avec l'équipe d'Allemagne espoirs face à l'Ukraine. Il est titularisé et son équipe l'emporte par deux buts à zéro.

## Statistiques
Le tableau ci-dessous retrace la carrière de Jonas Urbig depuis ses débuts :

### Statistiques détaillées
| Saison                | Club                       | Championnat           | Championnat | Championnat | Coupe(s) nationale(s) | Coupe(s) nationale(s) | Compétition(s) continentale(s) | Compétition(s) continentale(s) | Compétition(s) continentale(s) | Total | Total |
| Saison                | Club                       | Division              | M.          | B.          | M.                    | B.                    | Comp.                          | M.                             | B.                             | M.    | B.    |
| 2021-2022             | FC Cologne II              | Regionalliga Ouest    | 13          | 0           | -                     | -                     | -                              | -                              | -                              | 13    | 0     |
| 2022-2023             | FC Cologne II              | Regionalliga Ouest    | 14          | 0           | -                     | -                     | -                              | -                              | -                              | 14    | 0     |
| Sous-total            | Sous-total                 | Sous-total            | 27          | 0           | -                     | -                     | -                              | -                              | -                              | 27    | 0     |
| 2022-2023             | SSV Jahn Ratisbonne (prêt) | 2. Bundesliga         | 17          | 0           | -                     | -                     | -                              | -                              | -                              | 17    | 0     |
| 2023-2024             | Greuther Fürth (prêt)      | 2. Bundesliga         | 15          | 0           | 1                     | 0                     | -                              | -                              | -                              | 16    | 0     |
| 2024-2025             | FC Cologne                 | 2.Bundesliga          | 10          | 0           | 1                     | 0                     | -                              | -                              | -                              | 11    | 0     |
| 2024-2025             | Bayern Munich              | Bundesliga            | 8           | 0           | -                     | -                     | C1                             | 4                              | 0                              | 12    | 0     |
| Total sur la carrière | Total sur la carrière      | Total sur la carrière | 69          | 0           | 2                     | 0                     | -                              | 4                              | 0                              | 75    | 0     |

## Palmarès
| Bayern Munich (1)                                |
| ------------------------------------------------ |
| - Championnat d'Allemagne (1) - Vainqueur : 2025 |